# Hedkammen
Hedkammen är ett naturreservat i Skellefteå kommun i Västerbottens län.
Området är naturskyddat sedan 2016 och är 62 hektar stort. Reservatet omfattar öppna sandtallhedar, rullstensåsar med forntida gravfält och består av tallskog.